# Mont Mantalingajan
Le mont Mantalingajan (ou Mantalingahan ou Mantaling) est la plus haute montagne de l'île et de la province de Palawan aux Philippines, avec une altitude de 2 085 m. C'est la 10e montagne la plus proéminente des Philippines.

## Géologie
Situé dans la partie sud de l'île de Palawan, le mont Mantalingahan constitue la partie la plus élevée de la région géologique ultramafique des monts Beaufort, une série d'affleurements ultramafiques d'origine éocène, dont le mont Victoria constitue la plus grande zone terrestre contiguë.

## Peuples autochtones
Le mont Mantalingajan est le lieu de résidence du peuple indigène de Palawan.

## Activités

### Randonnée
Le mont Mantalingajan est l'une des ascensions les plus difficiles des Philippines, classée 9/9 par le site d'alpinisme local PinoyMountaineer.com. La voie normale part de Barangay Ransang à Rizal, sur la côte sud-ouest de Palawan. Il faut trois jours de marche pour atteindre le sommet et deux jours pour revenir au point de départ, soit un total de cinq jours, à moins que l'on ne veuille consacrer une journée supplémentaire à l'exploration du sommet et de ses environs. Parmi les points forts du sentier : les rencontres avec la tribu Tau't Bato et la promenade dans la canopée « Knife Edge » qui mène au sommet.

### Protection environnementale
La montagne constitue le centre du paysage protégé du mont Mantalingahan (en anglais : Mount Mantalingahan Protected Landscape, MMPL), un parc national couvrant l'ensemble de la chaîne de montagnes de Mantalingahan. Le statut de zone protégée du MMPL a été proclamé le 23 juin 2009, en vertu de la proclamation no 1815. La zone protégée couvre une superficie de 1 205 km2). L'ensemble du parc est actuellement inscrit sur la liste indicative des sites du patrimoine mondial de l'UNESCO,.
Les découvertes continues de nouvelles espèces de plantes et d'animaux provenant de la montagne soulignent sa valeur écologique et l'importance de maintenir de telles zones de protection face aux pressions constantes de l'exploitation forestière et minière,,. L'espèce de plantes Nepenthes mantalingajanensis (en), décrite en 2007, a été nommée d'après la montagne. En mai 2018, l'UNESCO a officiellement entamé le processus qui permettrait éventuellement de déclarer le paysage site du patrimoine mondial d'ici 2020.